# Guinea-Bissau ai Giochi della XXVI Olimpiade
La Guinea-Bissau partecipò ai Giochi della XXVI Olimpiade, svoltisi ad Atlanta, Stati Uniti, dal 19 luglio al 4 agosto 1996, con una delegazione di 3 atleti impegnati in due discipline.